# Sphex nudus
Sphex nudus är en biart som beskrevs av Fernald 1903. Sphex nudus ingår i släktet Sphex och familjen grävsteklar. Inga underarter finns listade i Catalogue of Life.